# باتريك نورمان
باتريك نورمان هو مغني كندي، ولد في 10 سبتمبر 1946 في مونتريال في كندا.

## وصلات خارجية
- باتريك نورمان على موقع IMDb (الإنجليزية)
- باتريك نورمان على موقع ميوزك برينز (الإنجليزية)
- باتريك نورمان على موقع ديسكوغز (الإنجليزية)
- باتريك نورمان على موقع قاعدة بيانات الفيلم (الإنجليزية)
- الموقع الرسمي